# Aldina Reka
Aldina Reka (serbisch-kyrillisch Алдина Река [ˈaɫd̪ina ˈrɛka] ) ist ein weitgehend verlassenes Dorf in der Opština Knjaževac und im Okrug Zaječar im Osten Serbiens. Eine ganze Person lebt hier laut der letzten Volkszählung von 2011.

## Geographie
Aldina Reka liegt am südlichen Ausläufer der Karpaten, im südlichen Teil der Region Timočka Krajina.

## Einwohner
Laut Volkszählung 2002 (Eigennennung) gab es 12 Einwohner. Alle von ihnen waren serbisch-orthodoxe Serben.
Weitere Volkszählungen:
| 1948 | 1953 | 1961 | 1971 | 1981 | 1991 | 2002 | 2011 |
| ---- | ---- | ---- | ---- | ---- | ---- | ---- | ---- |
| 315  | 332  | 396  | 184  | 35   | 20   | 12   | 1    |